# Mathias Jensen
Mathias Jensen (* 1. Januar 1996 in Jerslev Sjælland) ist ein dänischer Fußballspieler. Er steht beim englischen Erstligisten FC Brentford unter Vertrag und spielte 2020 erstmals in der dänischen A-Nationalmannschaft.

## Karriere

### Verein
Als Kind spielte Jensen für Clubs in Hvidebæk und Kalundborg sowie für Farum BK. Ab dem Jahr 2007 nahm er am Training des FC Nordsjælland teil. Als U15-Spieler wechselte er 2011 fest in die Jugendakademie des Vereins.
Im Jahr 2015 rückte er in die erste Mannschaft auf und gab am 20. September 2015 beim 1:0-Auswärtssieg am neunten Spieltag der Superliga-Saison 2015/16 gegen den FC Midtjylland sein Debüt im Herrenbereich. Jensen kam in dieser Saison zu fünf Einsätzen und belegte mit dem FC Nordsjælland den neunten Tabellenplatz. Am 7. August 2016 gelang ihm bei der 1:2-Heimniederlage am vierten Spieltag der Saison 2016/17 gegen Aalborg BK mit dem Treffer zur zwischenzeitlichen 1:0-Führung sein erstes Tor im Herrenbereich. Der FC Nordsjælland qualifizierte sich für die Meisterrunde, verpasste allerdings als Tabellenfünfter die Qualifikation für den internationalen Wettbewerb. In der Folgesaison qualifizierte sich der FC Nordsjælland für die Vorausscheidung zur UEFA Europa League.
Im Sommer 2018 wechselte er nach Spanien zu Celta Vigo und unterschrieb einen Fünfjahresvertrag. Dort kam er aber nur zu 6 Einsätzen. Im Juli 2019 wechselte er zum englischen Zweitligisten FC Brentford, der von seinem Landsmann Thomas Frank trainiert wird und wo er in der ersten Saison in 39 Liga-Spielen eingesetzt wurde. Am Ende der Punktspielrunde stand Brentford auf dem dritten Platz und verpasste damit den direkten Aufstieg in die Premier League. In den Aufstiegs-Playoffs konnten sie zunächst nach einer 0:1-Auswärtsniederlage gegen Swansea City das Rückspiel mit 3:1 gewinnen, verloren dann aber das Finale im Wembley-Stadion gegen FC Fulham mit 1:2 nach Verlängerung, wobei er zur zweiten Halbzeit der Verlängerung ausgewechselt wurde. In der Saison 2020/21 konnten sie sich dann in den Play-off-Spielen im Finale gegen Swansea City durchsetzen und in die Premier League aufsteigen.

### Nationalmannschaften
Jensen kam zu einem Einsatz für die dänische U-18-Nationalmannschaft, zu acht Einsätzen für die U-19 und zu sechs für die U-20-Auswahl. Trainer Niels Frederiksen berief ihn in den U-21-Kader für die Europameisterschaft 2017 in Polen und wechselte ihn am 10. Juni 2017 beim 2:0-Testspielsieg in Helsingborg gegen Schweden zum ersten Mal in der dänischen U-21-Nationalelf ein. Bei der Endrunde der EM, aus der die dänische Elf nach der Gruppenphase ausschied, kam er zu zwei Einsätzen. Am 14. Mai 2018 wurde Jensen von Trainer Åge Hareide in den vorläufigen Kader der dänischen A-Nationalmannschaft für die Weltmeisterschaft 2018 in Russland berufen. Letztlich wurde er aber aus dem Kader gestrichen. Zu seinem ersten A-Länderspiel kam er am 7. Oktober 2020 im Freundschaftsspiel gegen die Färöer und spielte dabei über 90 Minuten. Seinen ersten Pflichtspieleinsatz hatte er sieben Tage später im Wembley-Stadion, als er beim 1:0-Sieg im Nations-League-Spiel gegen England in der 88. Minute eingewechselt wurde.
Zur Fußball-Europameisterschaft 2021 wurde er in den dänischen Kader berufen. Bei der EURO wurde er in den sechs Spielen der Dänen jeweils eingewechselt und erreichte mit der Mannschaft das Halbfinale, das erst in der Verlängerung gegen England verloren wurde.
Am 7. September 2021 erzielte er beim 8:0-Sieg im WM-Qualifikationsspiel gegen die Moldauische Fußballnationalmannschaft sein erstes Tor für die A-Nationalmannschaft zum 5:0-Zwischenstand.
Er wurde auch für die WM 2022 in Katar nominiert. Im ersten Spiel gegen Tunesien wurde er in der 65. Minute für Kapitän Simon Kjær eingewechselt, konnte das torlose Remis aber auch nicht verhindern. Nach der 1:2-Niederlage gegen Titelverteidiger Frankreich, bei der er nicht eingesetzt wurde, stand er im letzten Gruppenspiel gegen Australien in der Startelf. Unmittelbar nach seiner Auswechslung in der 59. Minute fiel das Tor zum 0:1, wodurch die Dänen nach der Vorrunde ausschieden.
In der Qualifikation für die EM 2024 wurde er in sechs der zehn Spiele eingesetzt. Die Dänen qualifizierten sich als Gruppensieger für die Endrunde, für die er wieder nominiert wurde.